# Championnat de France de rugby à XIII de 2e division 2023-2024
Navigation
Édition précédente Édition suivante
Le Championnat de France de rugby à XIII d'Élite 2 2023-2024 ou Élite 2 2023-2024 oppose pour la saison 2023-2024 les meilleures équipes françaises de rugby à XIII de seconde division au nombre de neuf du 30 septembre 2023 au 5 mai 2024.

## Liste des équipes en compétition
| Carpentras Entraigues Ille-sur-Têt Lescure-Arthès Palau-del-Vidre Salon-de-Provence Tonneins Villefranche Villegailhenc |

### Équipes saison 2023-2024
| Club                      |
| ------------------------- |
| Carpentras                |
| Entraigues-sur-la-Sorgue  |
| Ille-sur-Têt              |
| Lescure-Arthes            |
| Palau                     |
| Salon-de-Provence         |
| Tonneins                  |
| Villefranche XIII Aveyron |
| Villegailhenc-Aragon      |

### Classement de la première phase
| Rang | Club                     | J  | V  | N | D  | Bo | Bd | Pm  | Pe  | Diff | Pts |
| ---- | ------------------------ | -- | -- | - | -- | -- | -- | --- | --- | ---- | --- |
| 1    | Villefranche-de-Rouergue | 17 | 17 | 0 | 0  | 0  | 0  | 644 | 190 | +454 | 51  |
| 2    | Villegailhenc-Aragon     | 17 | 14 | 0 | 3  | 0  | 1  | 495 | 342 | +153 | 43  |
| 3    | Ille-sur-Têt             | 18 | 13 | 0 | 5  | 0  | 3  | 580 | 364 | +216 | 40  |
| 4    | Carpentras               | 18 | 9  | 0 | 9  | 0  | 3  | 443 | 404 | +39  | 39  |
| 5    | Palau                    | 17 | 5  | 0 | 12 | 0  | 8  | 437 | 516 | -79  | 23  |
| 6    | Lescure-Arthès           | 17 | 7  | 0 | 10 | 0  | 2  | 340 | 447 | -107 | 23  |
| 7    | Tonneins                 | 16 | 7  | 0 | 9  | 0  | 2  | 358 | 506 | -148 | 23  |
| 8    | Entraigues-sur-la-Sorgue | 16 | 4  | 0 | 12 | 0  | 4  | 366 | 546 | -180 | 13  |
| 9    | Salon-de-Provence        | 16 | 0  | 0 | 16 | 0  | 4  | 226 | 574 | -348 | 4   |

|  | Qualifiés pour les demi-finales                      |
|  | Qualifiés pour les barrages d'accès aux demi-finales |

Attribution des points : victoire : 3, défaite par 12 points d'écart ou moins : 1 (point bonus), défaite par plus de 12 points d'écart : 0.
En cas d'égalité du nombre de points de classement, c'est la différence de points générale.

### Phase finale
|  | Barrages                  | Barrages                  |                           |                           | Demi-finales              | Demi-finales            |  |  | Finale          | Finale          |
|  | Barrages                  | Barrages                  |                           |                           | Demi-finales              | Demi-finales            |  |  | Finale          | Finale          |
|  |                           |                           |                           |                           |                           |                         |  |  |                 |                 |
|  | Le dimanche 14 avril 2024 | Le dimanche 14 avril 2024 |                           |                           | Le samedi 20 avril 2024   | Le samedi 20 avril 2024 |  |  | Le 4-5 mai 2024 | Le 4-5 mai 2024 |
|  | Le dimanche 14 avril 2024 | Le dimanche 14 avril 2024 |                           |                           | Le samedi 20 avril 2024   | Le samedi 20 avril 2024 |  |  | Le 4-5 mai 2024 | Le 4-5 mai 2024 |
|  | Le dimanche 14 avril 2024 | Le dimanche 14 avril 2024 | Villefranche XIII Aveyron | 50                        |                           |                         |  |  | Le 4-5 mai 2024 | Le 4-5 mai 2024 |
|  | R.C. Carpentras           | 54                        | Villefranche XIII Aveyron | 50                        |                           |                         |  |  | Le 4-5 mai 2024 | Le 4-5 mai 2024 |
|  | R.C. Carpentras           | 54                        | R.C. Carpentras           | 4                         |                           |                         |  |  | Le 4-5 mai 2024 | Le 4-5 mai 2024 |
|  | R.C. Lescure-Arthès       | 30                        | R.C. Carpentras           | 4                         |                           |                         |  |  | Le 4-5 mai 2024 | Le 4-5 mai 2024 |
|  | R.C. Lescure-Arthès       | 30                        | Le dimanche 21 avril 2024 | Le dimanche 21 avril 2024 | Villefranche XIII Aveyron | 37                      |  |  |                 |                 |
|  | Le dimanche 14 avril 2024 |                           | Le dimanche 21 avril 2024 | Le dimanche 21 avril 2024 | Villefranche XIII Aveyron | 37                      |  |  |                 |                 |
|  |                           | Villegailhenc Aragon XIII | Le dimanche 21 avril 2024 | Le dimanche 21 avril 2024 | 14                        |                         |  |  |                 |                 |
|  | Ille XIII                 | Villegailhenc Aragon XIII | Le dimanche 21 avril 2024 | Le dimanche 21 avril 2024 | 14                        | 58                      |  |  |                 |                 |
|  | Ille XIII                 | Villegailhenc Aragon XIII | 34                        |                           |                           | 58                      |  |  |                 |                 |
|  | Palau XIII                | Villegailhenc Aragon XIII | 34                        | 10                        |                           |                         |  |  |                 |                 |
|  | Palau XIII                | Ille XIII                 | 24                        | 10                        |                           |                         |  |  |                 |                 |
|  |                           | Ille XIII                 | 24                        |                           |                           |                         |  |  |                 |                 |

### Finale
(mt : -)
Points marqués :
Évolution du score : 
Arbitre : 
Spectateurs : 

## Médias
Certaines rencontres sont commentées en direct sur radio Marseillette, parfois en Occitan.  De plus en plus de clubs diffusent leurs matchs à domicile sur YouTube . 
Les publications britanniques Rugby League World (mensuel) et Rugby Leaguer&League Express (hebdomadaire) couvrent parfois le championnat.
Les journaux régionaux L'Indépendant et la Dépêche du Midi suivent également la compétition :  le fait qu'ils soient bien souvent compris dans les offres d'abonnement « presse  » des fournisseurs d'accès d'internet ou des opérateurs mobiles (kiosque sur smartphone, par exemple Cafeyn) leur donnant la possibilité d'être lus au-delà de leurs régions d'origine. Le magazine australien Rugby League Review donne parfois les résultats de la compétition.  
Midi Libre indique occasionnellement les résultats du championnat chaque lundi, mais pas dans toutes ses éditions.  
Le site internet Treize Mondial suit en détail ce championnat. 